# Mari Kiss
Mari Kiss (Bükkaranyos, 9 ottobre 1952) è un'attrice e doppiatrice ungherese.
Essenzialmente attrice teatrale, ha lavorato a lungo anche per il cinema ed è spesso apparsa in televisione

## Filmografia
- Napraforgó, regia di Gergely Horváth (1974)
- Bástyasétány hetvennégy, regia di Gyula Gazdag (1974)
- Amerikai anzix, regia di Gábor Bódy (1975)
- Azonosítás, regia di László Lugossy (1976)
- Tükörképek, regia di Rezsö Szörény (1976)
- A királylány zsámolya, regia di Tamás Fejér (1976)
- Kísértés, regia di Károly Esztergályos (1977)
- Una notte molto morale (Egy erkölcsös éjszaka), regia di Károly Makk (1977)
- Kihajolni veszélyes, regia di János Zsombolyai (1978)
- Rosszemberek, regia di György Szomjas (1979)
- La diva Julia - Being Julia (Being Julia), regia di István Szabó (2004)